# Sam Vincent
James Samuel Vincent dit Sam Vincent, né le 18 mai 1963 à Lansing, Michigan était l'entraîneur des Bobcats de Charlotte depuis le 25 mai 2007, il est remplacé en 2008 par Larry Brown qui devient le nouvel entraîneur de la franchise.

## Biographie
Après une carrière universitaire passée avec l'équipe des Michigan State Spartans de l'université d'État du Michigan, il est choisi au premier tour de la Draft 1985 de la NBA, aussi appelée repêchage, par les Celtics de Boston. Lors de sa première saison dans cette équipe, il dispute les finales NBA, série remportée en six manches face aux Rockets de Houston. L'année suivante, il dispute une nouvelle fois les finales NBA mais les Celtics s'inclinent en six manches face aux Lakers de Los Angeles. En octobre, il est transféré par les Celtics en compagnie de Scott Wedman et rejoint les SuperSonics de Seattle qui, après 43 matchs, l'envoient chez les Bulls de Chicago en échange de Sedale Threatt. Lors de la fin de saison 1987-1988, il occupe un poste de titulaire et obtient sa meilleure de points en carrière avec 13 unités. Il délivre également 8,4 passes et capte 3,6 rebonds, ce qui constitue également ses records en carrière. L'année suivante, son temps de jeu se réduit de 32,9 minutes à 24,3 minutes, ses statistiques étant également en baisse, 9,4 points, 2,7 rebonds,4,8 passes.
En juin 1989, il est sélectionné par le Magic d'Orlando lors de la draft d'expansion. il dispute trois saisons avec cette franchise, pour des statistiques de 11,2 points, 3,1 rebonds, 5,6 passes en 1990, 8,3 points, 2,2 rebonds, 4,0 passes en 1991 et 10,5 points, 2,6 rebonds,3,8 passes lors de sa dernière saison.
Il joue ensuite une saison en Europe, avec l'Aris Salonique.
Après sa carrière de joueur, il devient entraîneur. Il évolue d'abord en Europe, en Grèce avec le club de l'Gymnastikos S. Larissas puis aux Pays-Bas avec Eiffel Towers Den Bosch. Il officie également en NBA Development League, avec les Revelers de Mobile et Flyers de Fort Worth. Il est également le sélectionneur de l'Équipe du Nigeria féminin qui dispute les Jeux olympiques de 2004 à Athènes. Après un passage en tant qu'assistant chez les Mavericks de Dallas, il est nommé entraîneur en chef des Bobcats de Charlotte, mais après une saison terminée avec un bilan de 32 victoires pour 50 défaites, il est remplacé par sa franchise.

## Palmarès

### En tant que joueur
- Nommé en 1981 dans la McDonald's High School Basketball All American Team[5]
- Nommé en 1985 dans la NCAA College Basketball AP All-America 3rd Team[6]
- Champion NBA en 1986 avec les Celtics de Boston